# حصان دنقلا
حصان دنقلا أو الحصان الدنقلاوي (بالإنجليزية: Dongola horse) هو حصان ركوب اصله من شمال الكاميرون على الرغم من أن اسمه يوحي بأنه نشأ في منطقة دنقلا بالسودان. يعتقد حصان دنقلا نوع منحل من الحصان البربري.
هناك عدد من السلالات أو الأنواع المحلية في غرب إفريقيا مشتقة منه، يمكن اعتبارها أنواعًا فرعية أو قد يتم الإبلاغ عنها كسلالات منفصلة. من بين هذه الأصحنة نجد حصان غرب أفريقيا الدنقلاوي بالكاميرون وإفريقيا الوسطى، حصان بحر الغزال بتشاد وحصان الهوسا بنيجيريا.